# Eddy de Wind

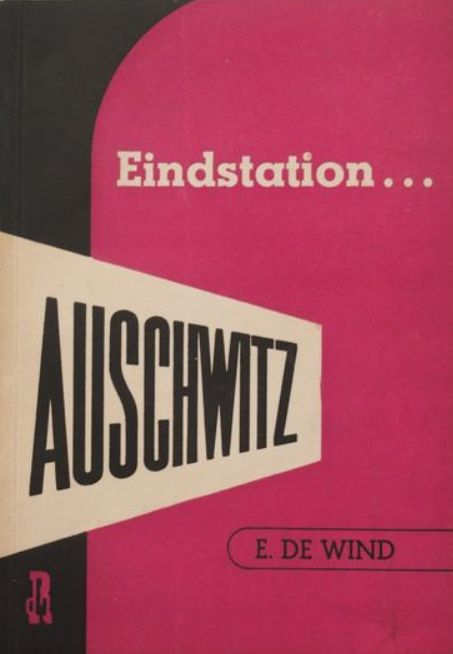
E. de Wind: Eindstation Auschwitz

Eliazar (Eddy) de Wind (Den Haag, 6 februari 1916 – Amsterdam, 27 september 1987) was een Nederlandse arts, psychiater en psychoanalyticus van Joodse afkomst. De Wind was een overlevende van de Holocaust uit het kamp Auschwitz.
Na zijn studie geneeskunde verhuisde De Wind eind 1940 naar Amsterdam om in de leer te gaan als psychanalyticus. Hij woonde in de Jodenbuurt in het centrum van de stad. Op 22 februari werd hij opgepakt bij de eerste razzia die in Nederland werd gehouden. Hij werd met ruimt 400 andere Joodse mannen afgevoerd naar een doorvoerkamp in Schoorl. Daar wist Eddy met een handjevol mannen vrij te komen. De Nazi's stuurde zieke gevangenen weg. De Wind  simuleerde dat hij een besmettelijke longziekte had en werd door de Nazi's het kamp uit gestuurd. De rest van de opgepakte mannen is doorgevoerd naar Mauthausen waar ze op een enkele uitzondering na zijn gestorven.
Eddy de Wind keerde terug naar Amsterdam. In 1942 werd zijn moeder opgepakt en naar Westerbork gebracht, het kamp van waaruit de gevangen Joden naar 'het oosten' werden doorgevoerd. De Joodsche Raad beloofde De Wind dat als hij zich vrijwillig als arts voor Westerbork zou aanmelden, zijn moeder vrijgelaten zou worden. Toen De Wind in Westerbork aankwam, bleek zijn moeder echter al afgevoerd te zijn naar Auschwitz. De Wind verbleef langere tijd in Westerbork, waar hij zijn eerste vrouw, de uit Duitsland afkomstige verpleegster Friedel, ontmoette en zelfs met haar trouwde. Uiteindelijk werd hij met Friedel gedeporteerd naar Auschwitz. Hij overleefde het kamp. Bij het vertrek van de Duitsers verstopte hij zich samen met een groep Spaanse verzetsstrijders in een huis dat buiten het kamp lag. Hij maakte zodoende als een van de weinigen de bevrijding door het Rode Leger mee. Meteen na het vertrek van de Duitsers en nog in het kamp besloot De Wind zijn ervaringen in het kamp op te schrijven. Om, zoals hij zelf zij ‘ik moet blijven leven, om het iedereen te vertellen, om iedereen te vertellen wat hier is gebeurd …’ Hij vond een leeg schrift dat van de SS was geweest en schreef, gezeten op zijn brits in het kamp het boek ‘Eindstation Auschwitz’. 
Na de bevrijding van het kamp door het Sovjetleger bleef hij op hun verzoek nog enige tijd om te helpen bij de verzorging van zieken. Ook behandelde hij gewonde soldaten van het Rode Leger. 
Na terugkomst in Nederland bleek dat zijn vrouw, Friedel, die door de Duitsers was meegenomen op de dodenmarsen, nog leefde. Na een lange herstelperiode gingen ze in Amsterdam wonen. De Wind specialiseerde hij zich als psychiater en psychoanalyticus. Hij wijdde veel tijd aan de behandeling van oorlogstrauma's en gaf daaraan bekendheid in binnen- en buitenland. De Wind publiceerde in 1949 als eerste over het concentratiekampsyndroom (KZ-syndroom) in een artikel getiteld 'Confrontatie met de dood'. Behalve aan het KZ-syndroom was De Wind ook een van de eersten die aandacht besteedde aan transgenerationele traumatisering. 
Al in 1946, kort na zijn terugkomst in Nederland, publiceerde De Wind Eindstation Auschwitz, het gedetailleerde verslag van zijn gevangenschap, geschreven in het kamp zelf na de bevrijding door het Rode Leger. Het is het enige boek dat in Auschwitz zelf geschreven is. Het boek geeft een uniek inzicht in het functioneren van en het dagelijks leven in Auschwitz.  
12 jaar na de oorlog scheidde De Wind van de vrouw die hij in Westerbork had ontmoet. Hij trouwde opnieuw en kreeg drie kinderen. Hij overleed in september 1987 op 71 jarige leeftijd aan de gevolgen van een hartinfarct. 
Eindstation Auschwitz is meerdere keren uitgegeven. De laatste uitgave, in 2020 is over de hele wereld een succes geworden. Het is in 36 talen vertaald en het werd in meerdere landen, waaronder Nederland en in de UK, een bestseller. Het originele schrift waarin De Wind in Auschwitz zijn verhaal heeft opgeschreven, is belangrijk onderdeel van de permanente collectie van het Nationaal Holocaust Museum in Amsterdam. 
Begin 2025 is een nieuwe versie van Eindstation Auschwitz verschenen, met een voorwoord van Adriaan van Dis.   
Eddy de Wind (‘Edward de Vind’) wordt geciteerd in het rapport van de Sovjet-Unie, zoals dit is gepresenteerd aan het Neurenbergtribunaal (USSR-008): (vertaald) “Na de bezetting van Nederland door de Duitsers, vond er in 1940 een zuivering plaats van de overheid, het ambtenarenapparaat en onderwijsinstellingen. Van ons werden er drie universiteitsassistenten verwijderd en ik vertrok naar Amsterdam. Een Nederlandse fascist werd vermoord gevonden in een woonwijk. Als vergelding arresteerden de Duitsers 400 gijzelaars, inclusief mijzelf. Ze pakten me op straat op en stuurden me naar dit kamp.”